# Szimonisz Henrik
Szimonisz (Simonis) Henrik (Detta, 1898. – Bukarest, 1972.) bánsági magyar, német nyelven író költő, elbeszélő, műfordító, újságíró, lapszerkesztő. 

## Életútja, munkássága
Elemi iskoláit szülővárosában végezte, majd amikor családja 1910-ben Temesvárra költözött, mint szobafestő dolgozott, közben magánúton képezte magát. 1914-ben belépett az ifjú szocialisták szövetségébe. 1916-tól kezdett magyarul és németül írni. A két világháború közötti évtizedekben elbeszéléseket, verseket, riportokat, recenziókat és jegyzeteket közölt a temesvári újságok és folyóiratok hasábjain. 1931-től a Franyó Zoltán szerkesztette 6 Órai Újság belső munkatársa volt. 1934 elején Mondd már! címmel egy mindössze néhány számot megért szatirikus politikai és társadalmi lapot adott ki. Munkatársa volt a szintén rövid életű temesvári Új Század (1934-1935) című kiadványnak. Marussja. Regény a mai Oroszországból címmel magyarra fordította Fjodor Gladkov Pjanoje szolc c. regényét, amelyet könyv alakban a 6 Órai Újság adott ki Temesváron.
A második világháború után, 1945–46-ban kiadta a Die Woche c. hetilapot. 1945-től 1949-ig az újraindított német nyelvű napilap, a Temeswarer Zeitung szerkesztőségében dolgozott, majd annak megszűnését követően, 1949-ben Bukarestbe költözött, de még vállalta az 1951-ben megalakult temesvári Ady Endre Irodalmi Kör vezetését. Bukarestben a Művelődési Útmutató német nyelvű változatának, a havonta kiadott Kultureller Wegweisernek a főszerkesztőjévé nevezték ki. A lap 1956-tól Volk und Kultur címmel jelent meg. Az 1970-es évektől a német nyelvű központi napilap, a Neuer Weg külső munkatársa volt. Karácsonyfa-tűz okozta halálát.

## Kötetei
- Riadt órák (versek, Temesvár, 1932)
- Stunde des Schreckens (regény, Temesvár, 1935)
- Máglya (Temesvár, 1936)
- „Scheiterhaufen” (regény, Temesvár, 1937)
- „Brennpunkt” (Temesvár, 1938)
- A gyújtópont. Tanulmány a szudétanémet problémáról (Temesvár, 1938)
- Gespensergang durch die Zeit. Aus den dunklen Tagen des Hitlerfaschismus im Banat (regény, Temesvár, 1946)
- Grenzpfahl der Freiheit (elbeszélések, Bukarest, 1956)
- Freunde, die uns begegnen (regény, Bukarest, 1961)
- Das Lied der Unterdrückten (versek, Bukarest, 1963)